# مخابرات نور مرئی

طیف مرئی تنها بخش کوچکی از طیف الکترومغناطیسی است.

در حوزه مخابرات و ارتباطات، عبارت ارتباطات نور مرئی (اختصاری VLC) به استفاده از طیف مرئی (نور با بسامد ۴۰۰ تا ۸۰۰ تراهرتز/طول موج ۷۸۰ تا ۳۷۵ نانومتر) به عنوان محیط انتقال اشاره دارد. وی‌اِل‌سی زیرمجموعه‌ای از فناوری‌های مخابرات بی‌سیم نوری است.
این فناوری از لامپ فلورسنت (لامپ‌های معمولی، نه دستگاه‌های ارتباطی ویژه) برای ارسال سیگنال با نرخ ۱۰ کیلوبیت بر ثانیه استفاده، یا حتی از ال‌ئی‌دی برای رسیدن به سرعت ۵۰۰ مگابیت بر ثانیه در فواصل کوتاه بهره می‌برد. سامانه‌هایی مانند RONJA می‌توانند در فواصل  ۱–۲ کیلومتر (۰٫۶–۱٫۲ مایل) اترنت را با سرعت ۱۰ مگابیت بر ثانیه منتقل کنند.
دریافت سیگنال از منابع نوری معمولاً توسط دستگاه‌های الکترونیکی ویژه‌ای که شامل فوتودیود هستند انجام می‌شود، اگرچه در برخی موارد گوشی دوربین‌دار یا دوربین دیجیتال نیز کافی است. حسگر نوری استفاده‌شده در این دستگاه‌ها، در واقع آرایه‌ای از فوتودیودها (پیکسل‌ها) است و در برخی کاربردها ممکن است استفاده از آرایه‌ها نسبت به یک فوتودیود منفرد ترجیح داشته باشد. چنین حسگری امکان دریافت چندکاناله (تا حد ۱ پیکسل = ۱ کانال) و امکان بدست آوردن آگاهی فضایی از منابع نور متعدد را فراهم می‌کند.
ارتباطات نور مرئی می‌تواند به عنوان یک محیط ارتباطی برای رایانش فراگیر استفاده شود، زیرا دستگاه‌های نوردهنده (مانند لامپ‌های داخل و خارج ساختمان، تلویزیون‌ها، تابلوهای ترافیکی، نمایشگرهای تجاری و چراغ‌های جلو و عقب خودروها) در همه جا استفاده می‌شوند.

## کاربردها
یکی از ویژگی‌های اصلی وی‌اِل‌سی، ناتوانی نور در عبور از موانع فیزیکی کدر است. این ویژگی را می‌توان نقطه ضعف وی‌اِل‌سی دانست، زیرا در برابر تداخل ناشی از اشیاء فیزیکی آسیب‌پذیر است. اما در عین حال یکی از نقاط قوت آن نیز محسوب می‌شود: برخلاف امواج رادیویی، امواج نوری در فضاهای بسته‌ای که در آن ارسال می‌شوند محدود می‌مانند و همین امر یک سد امنیتی فیزیکی ایجاد می‌کند که نیازمند دسترسی فیزیکی گیرنده به محل انتقال سیگنال است.
یکی از کاربردهای نویدبخش وی‌اِل‌سی، سامانه موقعیت‌یابی فضاهای داخلی (اختصاری IPS) است که مشابه جی‌پی‌اِس بوده و برای کار در فضاهای بسته‌ای که سیگنال‌های ماهواره‌ای جی‌پی‌اِس به آن نمی‌رسد طراحی شده است. به عنوان مثال، ساختمان‌های تجاری، مراکز خرید، پارکینگ‌ها، و همچنین متروها و تونل‌ها، همگی کاربردهای ممکن برای سامانه‌های موقعیت‌یابی داخلی مبتنی بر وی‌اِل‌سی هستند. علاوه بر این، هنگامی که لامپ‌های وی‌اِل‌سی قادر باشند همزمان روشنایی و انتقال داده را انجام دهند، می‌توانند جایگزین لامپ‌های سنتی تک‌منظوره شوند.
سایر کاربردهای وی‌اِل‌سی شامل ارتباط میان وسایل خانه یا دفتر هوشمند است. با افزایش تعداد دستگاه‌های مجهز به اینترنت اشیاء، ارتباط از طریق امواج رادیویی ممکن است با تداخل مواجه شود. لامپ‌های مجهز به وی‌اِل‌سی می‌توانند هر دوی داده و دستورها را میان چنین دستگاه‌هایی منتقل کنند.

## تاریخچه
تاریخچه ارتباطات نور مرئی به دهه ۱۸۸۰ در واشینگتن دی.سی. بازمی‌گردد، که دانشمند اسکاتلندی‌تبار به نام الکساندر گراهام بل فوتوفون را اختراع کرد. فوتوفون دستگاهی بود که گفتار را با استفاده از نور خورشید مدوله‌شده در فاصله چند صد متری منتقل می‌کرد. این دستاورد پیش از انتقال گفتار توسط رادیو بدست آمده بود.
کارهای پژوهشی جدیدتر از سال ۲۰۰۳ در آزمایشگاه ناکاگاوا، در دانشگاه کیئو، ژاپن، با استفاده از ال‌ئی‌دی‌ها برای انتقال داده از طریق نور مرئی آغاز شد. از آن زمان تاکنون پژوهش‌های بسیاری با تمرکز بر وی‌اِل‌سی صورت گرفته است.
در سال ۲۰۰۶، پژوهشگران CICTR در دانشگاه ایالتی پنسیلوانیا، ترکیبی از مخابرات ازطریق خط‌نیرو و ال‌ئی‌دی‌های نور سفید را برای ارائه دسترسی باند پهن در کاربردهای داخلی پیشنهاد دادند. این پژوهش نشان داد که وی‌اِل‌سی می‌تواند در آینده به عنوان راه‌حل مناسب برای "مایل آخر" ارتباطات مورد استفاده قرار گیرد.
در ژانویه ۲۰۱۰، تیمی از پژوهشگران زیمنس و مؤسسه تله‌کام فرانهوفر، مؤسسه هاینریش هرتز در برلین، انتقال داده با سرعت ۵۰۰ مگابیت بر ثانیه با استفاده از ال‌ئی‌دی‌ سفید در فاصله ۵ متر (۱۶ فوت) و ۱۰۰ مگابیت بر ثانیه در فواصل بلندتر را با استفاده از پنج ال‌ئی‌دی نمایش برسانند.
فرآیند استانداردسازی وی‌اِل‌سی در کارگروه آی‌تریپل‌ئی ۸۰۲٫۱۵ انجام می‌شود.
در دسامبر ۲۰۱۰، سنت کلاود (مینه‌سوتا) قراردادی با شرکت LVX  در مینه‌سوتا امضا کرد و نخستین شهری شد که این فناوری را به صورت تجاری به کار گرفت.
در ژوئیه ۲۰۱۱، در ارائه‌ای در تد انتقال زنده ویدئوی اچ‌دی از یک لامپ ال‌ئی‌دی معمولی نمایش داده شد و اصطلاح لای-فای به عنوان زیرمجموعه‌ای از فناوری وی‌اِل‌سی مطرح شد.
اخیراً، سامانه موقعیت‌یابی فضاهای داخلی مبتنی بر وی‌اِل‌سی به موضوعی جذاب تبدیل شده است. مؤسسه پژوهشی ABI پیش‌بینی می‌کند که این فناوری می‌تواند کلید ورود به بازار ۵ میلیارد دلاری موقعیت‌یابی داخلی باشد. انتشاراتی از آزمایشگاه ناکاگاوا منتشر شده‌اند، شرکت ByteLight در مارس ۲۰۱۲ پتنتی برای سامانه موقعیت‌یابی نوری با شناسایی پالسی دیجیتال ال‌ئی‌دی ثبت کرد. گروه COWA در دانشگاه ایالتی پنسیلوانیا و سایر پژوهشگران در سراسر جهان نیز در این زمینه فعال بوده‌اند.
کاربرد اخیر دیگر در حوزه اسباب‌بازی‌هاست که به لطف پیاده‌سازی کم‌هزینه و ساده، تنها به یک ریزکنترل‌گر و یک ال‌ئی‌دی به عنوان جبهه نوری نیاز دارد.
وی‌اِل‌سیها می‌توانند برای تامین امنیت استفاده شوند. این فناوری به ویژه در شبکه‌های حسگر بدن و شبکه‌های شخصی کاربرد دارد.
اخیراً دیودهای نورگسیل ارگانیک (Oال‌ئی‌دی) به عنوان فرستنده-گیرنده نوری برای ایجاد ارتباط وی‌اِل‌سی با سرعت تا ۱۰ مگابیت بر ثانیه به کار گرفته شده‌اند.
در اکتبر ۲۰۱۴، شرکت Axrtek یک سیستم دوطرفه تجاری وی‌اِل‌سی با ال‌ئی‌دیهای RGB به نام MOMO عرضه کرد که می‌تواند به صورت رفت و برگشتی با سرعت ۳۰۰ مگابیت بر ثانیه و در فاصله ۲۵ فوت کار کند.
در مه ۲۰۱۵، شرکت فیلیپس با فروشگاه زنجیره‌ای کارفور همکاری کرد تا خدمات مبتنی بر موقعیت‌یابی وی‌اِل‌سی را در یک هایپرمارکت در لیل (فرانسه) به تلفن‌های هوشمند خریداران ارائه دهد. در ژوئن ۲۰۱۵، دو شرکت چینی Kuang-Chi و بانک پینگ آن با همکاری یک کارت پرداخت معرفی کردند که اطلاعات را از طریق نور مرئی منحصر به فرد منتقل می‌کرد.
در مارس ۲۰۱۷، فیلیپس نخستین خدمات مبتنی بر موقعیت‌یابی وی‌اِل‌سی را برای خریداران در آلمان راه‌اندازی کرد. این نصب در نمایشگاه EuroShop در دوسلدورف (۵ تا ۹ مارس) ارائه شد. به عنوان نخستین سوپرمارکت در آلمان، یک فروشگاه Edeka در دوسلدورف-بیلک از این سامانه استفاده می‌کند که دقت موقعیت‌یابی ۳۰ سانتی‌متر ارائه می‌دهد و این نیازهای خاص فروشگاه‌های مواد غذایی را برآورده می‌کند. سامانه‌های موقعیت‌یابی داخلی مبتنی بر وی‌اِل‌سی می‌توانند در مکان‌هایی مانند بیمارستان‌ها، خانه‌های سالمندان، انبارها و دفاتر بزرگ برای مکان‌یابی افراد و کنترل وسایل نقلیه رباتیک داخلی به کار روند.
یک شبکه بی‌سیم وجود دارد که برای انتقال داده از نور مرئی استفاده می‌کند و از مدولاسیون شدت منابع نوری استفاده نمی‌کند. ایده این روش به کارگیری تولیدکننده ارتعاش به جای منابع نوری برای انتقال داده است.

## فنون مدولاسیون
برای ارسال داده، باید نور مدوله شود. مدولاسیون تغییر شکلی است که سیگنال نوری برای نمایش نمادهای مختلف به خود می‌گیرد تا داده رمزنگاری/رمزگشایی شود. برخلاف انتقال رادیویی، مدولاسیون وی‌اِل‌سی مستلزم آن است که سیگنال نوری حول یک مقدار مثبت dc مدوله شود که مسئول جنبه روشنایی لامپ است. بنابراین، مدولاسیون یک سیگنال متناوب حول سطح dc مثبت خواهد بود و در فرکانسی که به اندازه کافی بالا باشد تا برای چشم انسان غیرقابل تشخیص باشد.
به دلیل این هم‌نهشتی سیگنال‌ها، پیاده‌سازی فرستنده وی‌اِل‌سی معمولاً نیازمند یک مبدل dc با راندمان بالا، توان بالا و پاسخ کند برای تأمین بایاس ال‌ئی‌دی جهت روشنایی است و همچنین یک تقویت‌کننده با راندمان کمتر، توان کمتر و سرعت پاسخ‌دهی بیشتر برای سنتز مدولاسیون جریان ac لازم است.
تکنیک‌های مختلفی برای مدولاسیون وجود دارند که سه گروه اصلی را تشکیل می‌دهند:
- انتقال مدوله‌شده تک‌حاملی[ب] (اختصاری SCMT)
- انتقال مدوله‌شده چندحاملی[پ] (اختصاری MCMT)
- انتقال مبتنی بر پالس[ت] (اختصاری PBT)

### انتقال مدوله‌شده تک‌حاملی
انتقال مدوله‌شده تک‌حاملی شامل تکنیک‌های مدولاسیونی است که برای شکل‌های سنتی انتقال مانند رادیو به کار رفته‌اند. یک موج سینوسی به سطح dc روشنایی افزوده می‌شود و اطلاعات دیجیتال در ویژگی‌های موج کدگذاری می‌شود. با تغییر بین دو یا چند مقدار مختلف یک ویژگی مشخص، نمادهای نسبت‌داده‌شده به هر مقدار روی لینک نوری ارسال می‌شوند.
تکنیک‌های ممکن عبارتند از کلیدگذاری تغییر دامنه (اختصاری ASK)، کلیدگذاری تغییر فاز (اختصاری PSK) و کلیدزنی تغییر فرکانس (اختصاری FSK). در این میان، FSK قادر به انتقال بیت با نرخ بالاتر است، زیرا امکان تفکیک آسان‌تر نمادها با تغییر فرکانس وجود دارد. تکنیک اضافی دیگری به نام مدولاسیون دامنه-فاز مربعی (اختصاری QAM) نیز پیشنهاد شده که در آن هم دامنه و هم فاز ولتاژ سینوسی به طور همزمان تغییر می‌کند تا تعداد نمادهای ممکن افزایش یابد.

### انتقال مدوله‌شده چندحاملی
انتقال مدوله‌شده چندحاملی به همان روش انتقال تک‌حاملی عمل می‌کند، اما دو یا چند موج سینوسی به طور همزمان برای انتقال داده مدوله می‌شوند. این نوع مدولاسیون جزو دشوارترین و پیچیده‌ترین روش‌ها برای سنتز و رمزگشایی است. با این حال، در انتقال‌های چندمسیره (جایی که گیرنده مستقیماً در مقابل فرستنده نیست و انتقال به بازتاب نور وابسته است) مزیت عمده‌ای دارد.

### انتقال مبتنی بر پالس
انتقال مبتنی بر پالس شامل تکنیک‌های مدولاسیونی است که داده به جای موج سینوسی، روی یک موج پالسی کدگذاری می‌شود. برخلاف سیگنال‌های متناوب سینوسی که میانگین دوره‌ای همواره صفر است، امواج پالسی مبتنی بر حالت بالا-پایین، به طور ذاتی به مقادیر میانگین غیر صفر منجر می‌شوند. این امر دو مزیت عمده برای مدولاسیون‌های مبتنی بر پالس به همراه دارد:
1. می‌توان آن را تنها با یک مبدل dc پرقدرت و با راندمان بالا با پاسخ کند و یک کلید قدرت با سرعت بالا برای اعمال جریان در لحظات خاص به ال‌ئی‌دی پیاده‌سازی کرد.
2. از آنجا که مقدار میانگین به عرض پالس سیگنال داده وابسته است، همان کلیدی که انتقال داده را انجام می‌دهد می‌تواند تنظیم روشنایی را هم انجام دهد و به این ترتیب طراحی مبدل dc را ساده‌تر کند.

به دلیل این مزایای مهم، این مدولاسیون‌های قابل کم‌نورکردن (دیمرکردن) در استاندارد آی‌تریپل‌ئی ۸۰۲٫۱۵٫۷: ارتباطات نوری مرئی تعریف شده‌اند که سه تکنیک مدولاسیون را شامل می‌شود: 
- کلیدگذاری خاموش-روشن[ج] (اختصاری OOK)
- مدولاسیون موقعیت پالسی متغیر[چ] (اختصاری VPPM)
- کلیدگذاری تغییر رنگ[ح] (اختصاری CSK)

#### کلیدگذاری خاموش-روشن
در تکنیک کلیدگذاری خاموش–روشن (اختصاری OOK)، ال‌ئی‌دی به طور مکرر روشن و خاموش می‌شود و نمادها با عرض پالس متمایز می‌شوند. پالس پهن‌تر نشانگر عدد منطقی '۱' و پالس باریک‌تر نشانگر عدد منطقی '۰' است. از آنجا که داده در عرض پالس کدگذاری می‌شود، اطلاعات ارسالی در صورت اصلاح‌نشدن، روی سطح روشنایی تأثیر می‌گذارد: برای مثال، رشته‌ای با چند مقدار '۱' بیشتر نسبت به رشته‌ای با چند مقدار '۰' روشن‌تر به نظر می‌رسد. برای رفع این مشکل، مدولاسیون نیازمند یک پالس جبرانی است که در دوره داده برای تراز کردن روشنایی افزوده می‌شود. نبود این نماد جبرانی می‌تواند باعث پرش نور شود که نامطلوب است.
به دلیل نیاز به پالس جبرانی، مدوله‌کردن این موج کمی پیچیده‌تر از VPPM است. اما اطلاعات کدگذاری‌شده روی عرض پالس به راحتی قابل تفکیک و رمزگشایی است، بنابراین پیچیدگی فرستنده با سادگی گیرنده جبران می‌شود.

#### مدولاسیون موقعیت پالسی متغیر
در مدولاسیون موقعیت پالسی متغیر (اختصاری VPPM) نیز ال‌ئی‌دی به طور مکرر روشن و خاموش می‌شود اما نمادها با موقعیت پالس در دوره داده کدگذاری می‌شوند. هرگاه پالس در ابتدای دوره داده قرار گیرد، نماد ارسالی به عنوان عدد منطقی '۰' و در صورتی که پالس انتهای دوره داده باشد به عنوان عدد منطقی '۱' استاندارد می‌شود. از آنجا که اطلاعات با محل قرارگیری پالس در دوره داده کدگذاری می‌شود، هر دو پالس می‌توانند عرض یکسان داشته باشند و نیازی به نماد جبرانی نیست. تنظیم روشنایی توسط الگوریتم فرستنده و با انتخاب عرض مناسب پالس‌های داده انجام می‌شود.
نبود پالس جبرانی، رمزگذاری VPPM را کمی ساده‌تر از OOK می‌کند. با این حال، رمزگشایی کمی پیچیده‌تر بوده و این پیچیدگی عمدتاً ناشی از کدگذاری اطلاعات در لبه‌های بالارونده مختلف هر نماد است که نمونه‌برداری در ریزکنترل‌گر را دشوار می‌کند. همچنین، برای رمزگشایی محل پالس در دوره داده، گیرنده باید به نحوی با فرستنده همگام باشد و دقیقاً بداند دوره داده چه زمانی شروع می‌شود و چقدر طول می‌کشد. این ویژگی‌ها رمزگشایی سیگنال VPPM را کمی دشوارتر می‌کند.

#### کلیدگذاری تغییر رنگ
کلیدگذاری تغییر رنگ (اختصاری CSK) که در استاندارد آی‌تریپل‌ئی ۸۰۲٫۱۵٫۷ شرح داده شده، یک روش مدولاسیون شدت مبتنی بر شدت برای وی‌اِل‌سی است. CSK مبتنی بر شدت است زیرا سیگنال مدوله‌شده در هر لحظه رنگی برابر با جمع فیزیکی شدت‌های آنی سه ال‌ئی‌دی (قرمز/سبز/آبی) دارد. این سیگنال مدوله‌شده در هر نماد، فوراً میان رنگ‌های مرئی مختلف جابه‌جا می‌شود. بنابراین CSK را می‌توان نوعی تغییر فرکانس دانست. با این حال، این تغییرات آنی در رنگ ارسال‌شده برای انسان قابل تشخیص نیست زیرا حساسیت زمانی بینایی انسان محدود است. زیرا هیچ کدام از "آستانه همجوشی سوسو زدن" (اختصاری CFF) و "آستانه همجوشی رنگ" (اختصاری CCF) نمی‌توانند تغییرات زمانی کوتاه‌تر از ۰.۰۱ ثانیه را تشخیص دهند. بنابراین انتقال داده ا زطریق ال‌ئی‌دی‌ها به گونه‌ای تنظیم می‌شود که به طور میانگین زمانی (بر مبنای CFF و CCF) به یک رنگ ثابت برسند. انسان‌ها تنها همین رنگ تنظیم‌شده را می‌بینند که در طول زمان ثابت به نظر می‌رسد و رنگ‌های لحظه‌ای که با سرعت زیاد تغییر می‌کنند قابل تشخیص نیستند. به بیان دیگر، انتقال CSK در حالی که دنباله نمادها به سرعت در فام تغییر می‌کند، شار نوری میانگین زمانی ثابتی را حفظ می‌کند.

## مراجع
1. 1 2  "Image Sensor Communication". VLC Consortium.[پیوند مرده]
2. 1 2  "About Visible Light Communication". VLC Consortium. Archived from the original on December 3, 2009.
3. ↑  "Intelligent Transport System – Visible Light Communication". VLC Consortium. Archived from the original on January 28, 2010.
4. ↑  Dimitrov, Svilen; Haas, Harald (2015). Principles of LED Light Communications: Towards Networked Li-Fi. Cambridge: Cambridge University Press. doi:10.1017/cbo9781107278929. ISBN 978-1-107-04942-0.
5. ↑  "Cisco Annual Internet Report - Cisco Annual Internet Report (2018–2023) White Paper". Cisco (به انگلیسی). Retrieved 2020-10-21.
6. ↑  M. Kavehrad, P. Amirshahi, "Hybrid MV-LV Power Lines and White Light Emitting Diodes for Triple-Play Broadband Access Communications," IEC Comprehensive Report on Achieving the Triple Play: Technologies and Business Models for Success, شابک ‎۱−۹۳۱۶۹۵−۵۱−۲, pp. 167-178, January 2006. See publication here بایگانی‌شده  در ۲۰۱۶-۰۳-۰۴ توسط Wayback Machine
7. ↑  
"500 Megabits/Second with White LED Light" (Press release). Siemens. ژانویه 18, 2010. Archived from the original on September 29, 2012. Retrieved June 21, 2012.
8. ↑  "St. Cloud first to sign on for new technology" (Press release). St. Cloud Times. Nov 19, 2010.
9. ↑  "Wireless data from every light bulb". 2 August 2011.
10. ↑  "LED and Visible Light Communications Could be Key to Unlocking $5 Billion Indoor Location Market". www.abiresearch.com.
11. ↑  Yoshino, M.; Haruyama, S.; Nakagawa, M.; "High-accuracy positioning system using visible LED lights and image sensor," Radio and Wireless Symposium, 2008 IEEE, vol., no., pp.439-442, 22-24 Jan. 2008.
12. ↑  "Light positioning system using digital pulse recognition".
13. ↑  Yoshino, Masaki; Haruyama, Shinichiro; Nakagawa, Masao (1 January 2008). "High-accuracy positioning system using visible LED lights and image sensor". 2008 IEEE Radio and Wireless Symposium. pp. 439–442. doi:10.1109/RWS.2008.4463523. ISBN 978-1-4244-1462-8. S2CID 1023383 – via IEEE Xplore.
14. ↑  S. Horikawa, T. Komine, S. Haruyama and M. Nakagawa,”Pervasive Visible Light Positioning System using White LED Lighting”, IEICE, CAS2003-142, 2003.
15. ↑  Zhang, W.; Kavehrad, M. (2012). "A 2-D indoor localization system based on visible light LED". 2012 IEEE Photonics Society Summer Topical Meeting Series. pp. 80–81. doi:10.1109/PHOSST.2012.6280711. ISBN 978-1-4577-1527-3. S2CID 10835473.
16. ↑  Lee, Yong Up; Kavehrad, Mohsen (2012). "Long-range indoor hybrid localization system design with visible light communications and wireless network". 2012 IEEE Photonics Society Summer Topical Meeting Series. pp. 82–83. doi:10.1109/PHOSST.2012.6280712. ISBN 978-1-4577-1527-3. S2CID 43879184.
17. ↑  Panta, K.; Armstrong, J. (2012). "Indoor localisation using white LEDs". Electronics Letters. 48 (4): 228. Bibcode:2012ElL....48..228P. doi:10.1049/el.2011.3759.
18. ↑  Kim, Hyun-Seung; Kim, Deok-Rae; Yang, Se-Hoon; Son, Yong-Hwan; Han, Sang-Kook (2011). "Indoor positioning system based on carrier allocation visible light communication". 2011 International Quantum Electronics Conference (IQEC) and Conference on Lasers and Electro-Optics (CLEO) Pacific Rim incorporating the Australasian Conference on Optics, Lasers and Spectroscopy and the Australian Conference on Optical Fibre Technology. pp. 787–789. doi:10.1109/IQEC-CLEO.2011.6193741. ISBN 978-0-9775657-8-8. S2CID 23878390.
19. ↑  Giustiniano, Domenico; Tippenhauer, Nils Ole; Mangold, Stefan (2012). "Low-complexity Visible Light Networking with LED-to-LED communication". 2012 IFIP Wireless Days. pp. 1–8. doi:10.1109/WD.2012.6402861. ISBN 978-1-4673-4404-3. S2CID 14931354.
20. ↑  Xin Huang; Bangdao Chen; A.W. Roscoe; "Multi−Channel Key Distribution Protocols Using Visible Light Communications in Body Sensor Networks", Computer Science Student Conference 2012, (pp. 15), Nov. 2012., See publication here
21. ↑  Huang, X.; Guo, S.; Chen, B.; Roscoe, A. W. (2012). Bootstrapping body sensor networks using human controlled LED-camera channels. pp. 433–438. ISBN 978-1-4673-5325-0.
22. ↑  Haigh, Paul Anthony; Bausi, Francesco; Ghassemlooy, Zabih; Papakonstantinou, Ioannis; Le Minh, Hoa; Fléchon, Charlotte; Cacialli, Franco (2014). "Visible light communications: Real time 10 Mb/S link with a low bandwidth polymer light-emitting diode". Optics Express. 22 (3): 2830–8. Bibcode:2014OExpr..22.2830H. doi:10.1364/OE.22.002830. PMID 24663574.
23. ↑  Axrtek MOMO Axrtek, Inc.
24. ↑  "Where are the discounts? Carrefour's LED supermarket lighting from Philips will guide you" (Press release). Philips. May 21, 2015.
25. ↑  Chen, Guojing (June 28, 2015). "Commercial banks eye mobile payment innovations". China Economic Net. Archived from the original on October 3, 2018.
26. ↑  "Two more indoor positioning projects sprout in European supermarkets". www.ledsmagazine.com. 2017-03-08.
27. ↑  "Favendo collaborates with Philips Lighting" (PDF).
28. ↑  "Visible Light Communication". www.ntu.edu.sg. Retrieved 2015-12-24.
29. ↑  Bodrenko, A.I. (2018). "New Wireless Technology Not Covered by the Existing IEEE Standards of 2017". International Research Journal. 4 (70). doi:10.23670/IRJ.2018.70.022.
30. 1 2  Rodríguez, Juan; Lamar, Diego G.; Aller, Daniel G.; Miaja, Pablo F.; Sebastián, Javier (April 2018). "Efficient Visible Light Communication Transmitters Based on Switching-Mode dc-dc Converters". Sensors (به انگلیسی). 18 (4): 1127. Bibcode:2018Senso..18.1127R. doi:10.3390/s18041127. PMC 5948605. PMID 29642455.
31. ↑  Sebastian, Javier; Lamar, Diego G.; Aller, Daniel G.; Rodriguez, Juan; Miaja, Pablo F. (September 2018). "On the Role of Power Electronics in Visible Light Communication". IEEE Journal of Emerging and Selected Topics in Power Electronics. 6 (3): 1210–1223. doi:10.1109/JESTPE.2018.2830878. hdl:10651/46845. ISSN 2168-6777. S2CID 19092607.
32. ↑  Rodreguez, Juan; Lamar, Diego G.; Aller, Daniel G.; Miaja, Pablo F.; Sebastian, Javier (June 2018). "Power-Efficient VLC Transmitter Able to Reproduce Multi-Carrier Modulation Schemes by Using the Output Voltage Ripple of the HB-LED Driver". 2018 IEEE 19th Workshop on Control and Modeling for Power Electronics (COMPEL). Padua: IEEE. pp. 1–8. doi:10.1109/COMPEL.2018.8460175. hdl:10651/48039. ISBN 978-1-5386-5541-2. S2CID 52289901.
33. ↑  Aziz, Amena Ejaz; Wong, Kainam Thomas; Chen, Jung-Chieh (2017). "Color-Shift Keying—How itItsargest Obtainable "Minimum Distance" Depends on its Preset Operating Chromaticity and Constellation Size". Journal of Lightwave Technology. 35 (13): 2724–2733. Bibcode:2017JLwT...35.2724A. doi:10.1109/JLT.2017.2693363. hdl:10397/76267. S2CID 13698944.

## مطالعه بیشتر
- دیوید جی. آویو (۲۰۰۶): ارتباطات لیزری فضایی، انتشارات ARTECH HOUSE. شابک ‎۱−۵۹۶۹۳−۰۲۸−۴.